# Mykola Ljubynskyj

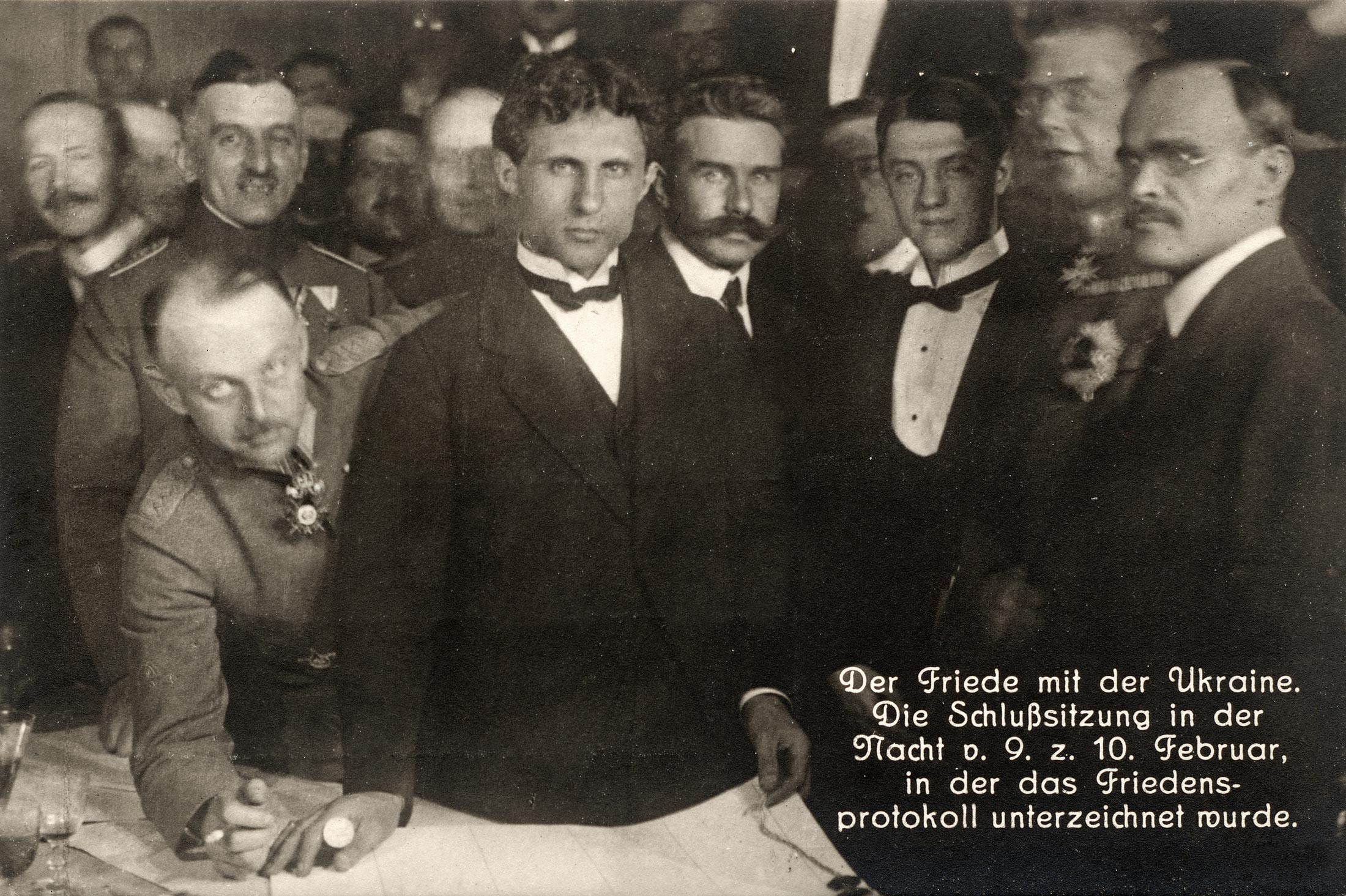
„Der Friede mit der Ukraine“ – Postkarte aus dem Jahr 1918 Mittig im Vordergrund Mykola Ljubynskyj

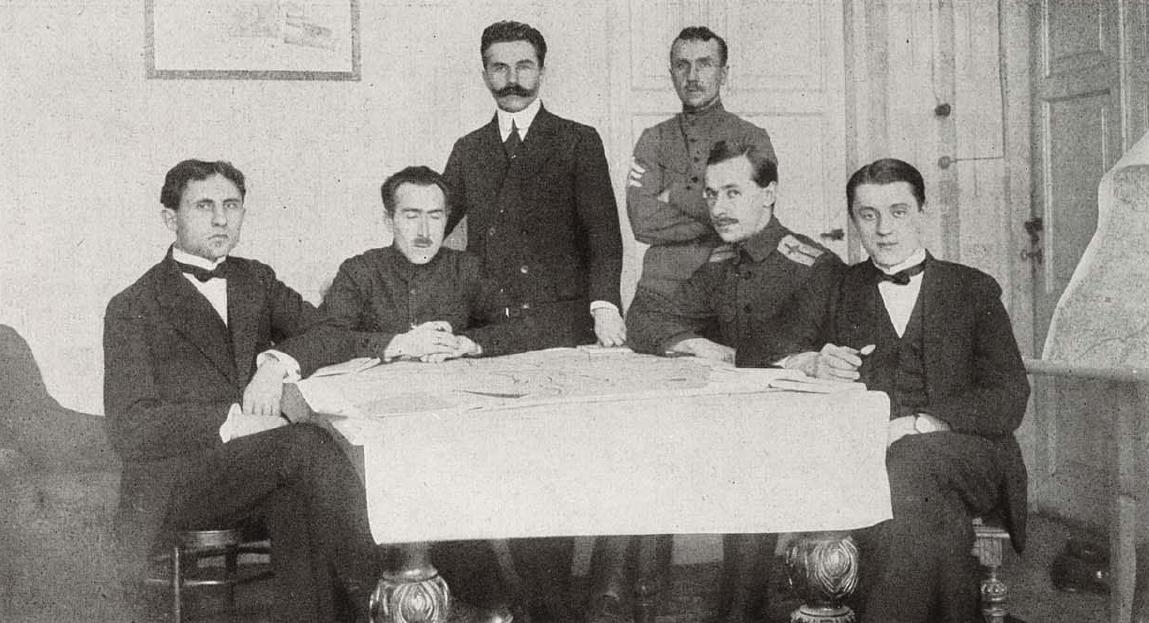
Ukrainische Delegation in Brest-Litowsk. Von links: Mykola Ljubynskyj, Wsewolod Holubowytsch, Mykola Liwyzkyj, Lussenti, Mychailo Polos und Oleksandr Sewrjuk

Mykola Mychailowytsch Ljubynskyj (ukrainisch Микола Михайлович Любинський; * 23. Septemberjul. / 5. Oktober 1891greg. in Strichiwzi, Gouvernement Podolien, Russisches Kaiserreich; † 8. Januar 1938 in Sandarmoch, Karelische ASSR, Sowjetunion) war ein ukrainischer Politiker und Diplomat. Er war im März und April 1918 Außenminister der Ukrainischen Volksrepublik.

## Leben
Mykola Ljubynskyj kam 1891 als Sohn einer Priesterfamilie im Dorf Strichiwzi in der heutigen ukrainischen Oblast Chmelnyzkyj zur Welt. 1910 machte er in Kamenez-Podolsk das Abitur und von 1911 bis 1916 studierte er an der Fakultät für Geschichte und Philologie der Universität Kiew. 1917 wurde Ljubynskyj Mitglied der ukrainischen Partei der Sozialrevolutionäre (UPSR) und im April 1917 Abgeordneter der Zentralna Rada, dem Parlament der Ukrainischen Volksrepublik.
Zwischen Dezember 1917 und Februar 1918 war er Mitglied der ukrainischen Delegation bei den Friedensverhandlungen von Brest-Litowsk, die zum Brotfrieden zwischen der Ukraine und den Mittelmächten führten. Vom 24. März 1918 bis zum 28. April 1918 war er der Außenminister der Ukrainischen Volksrepublik.
Nach dem Ende der Volksrepublik lebte er in der Ukrainischen SSR und war in Forschung und Lehre tätig.
Am 15. Oktober 1930 wurde er verhaftet und am 21. März 1932 zu 3 Jahren Arbeitslager verurteilt. 1933 wurde das Urteil auf fünf Jahre verlängert. Am 12. November 1937 wurde er erneut verhaftet und am 15. Dezember 1938 von einem Sondergericht des NKWD zum Tode  verurteilt. Daraufhin verbrachte man ihn nach Sandarmoch in Karelien, wo man das Urteil vollzog. Am 15. September 1989 wurde er rehabilitiert.